# Lipno nad Vltavou
Lipno nad Vltavou (německy Lippen) je jihočeská obec v okrese Český Krumlov v Jihočeském kraji. Leží poblíž hráze na levém břehu údolní nádrže Lipno na řece Vltavě. Nachází se v Lučské hornatině. Katastr obce se rozkládá výhradně na levém břehu nádrže a řeky Vltavy. Žije zde 675 obyvatel.
Lipensko je významnou rekreační oblastí.

## Historie
První písemná zmínka o osadě Lipno pochází až z roku 1530, ovšem osady Březovice, Studené, Plískov, Kobylnice, Petrův mlýn a Slupečná, které náležejí do katastru nynější obce Lipno nad Vltavou, byly připomínány již po roce 1281 jako zboží Rožmberské. Slupečná byla z uvedených osad v minulosti největší a až do roku 1954 byla obcí. Postupně do konce 15. století všechny osady přešly pod majetek vyšebrodského cisterciáckého kláštera pod území tehdejší rychty Bolechy. Dříve než samotné Lipno je uváděna v roce 1459 také osada Kramolín. V roce 1530 žilo v sedmi tehdejších osadách na území dnešní obce Lipno nad Vltavou 150 až 170 obyvatel (ve 28 usedlostech). Od roku 1575, kdy byla voroplavba prohlášena za svobodné podnikání, se zdejším sedlákům stávalo hlavním povoláním vorařství. U Lipna se nacházela Vorařská louka (asi 300 m od hráze dnešní přehrady, dnes je pod vodou), kde bylo nutno před Čertovými proudy vory rozebrat, naložit na volské potahy a v rozloženém stavu je odvézt k vyšebrodskému klášteru. Byla to dobře placená práce. Hospodáři v Kramolíně byli v té době proslulí chovem tažných volů.
LIpno původně bylo (od zavedení obecního zřízení v polovině 19. století) osadou obce Slupečná. V roce 1910 žilo v tehdejších vesnicích na území dnešní obce celkem 575 obyvatel (nejvíce v tehdejším sídle obce – Slupečné a v Kobylnici). V roce 1911 byla obec napojena na železniční síť. V letech 1938 až 1945 bylo území obce v důsledku uzavření Mnichovské dohody přičleněno k nacistickému Německu. Vzhledem k tomu, že veškeré původní obyvatelstvo bylo německé národnosti, byly všechny osady významně poznamenány vysídlením Němců po druhé světové válce. K druhé zásadní změně došlo výstavbou vodní nádrže Lipno. S pracemi souvisejícími s budováním budoucí vodní nádrže se začalo v prvních měsících roku 1951. Poblíž budoucí hráze byly postaveny dřevěné domky pro stálé dělníky i pro brigádníky a vznikl tak základ budoucího sídliště v Lipně nad Vltavou. Naopak původní osada Lipno byla z převážné části zbourána a v roce 1958 zatopena napuštěním Lipenské přehrady.
Po pádu železné opony obec nedisponovala vlastními prostředky a navíc byla stejně jako okolní obce postižena postupným nárůstem nezaměstnanosti v důsledku ztráty konkurenceschopnosti většiny místních podniků, z nichž některé zanikly. Přesto obec veškeré úsilí soustředila na přípravu podmínek pro příliv potenciálních investorů se zájmem investovat do cestovního ruchu. Zahájila kompletní přepracování územního plánu a s využitím úvěrů scelovala pozemky v katastru obce. V roce 1997 obec zahájila jednání s nizozemským investorem, který zde vzápětí investoval více než jednu miliardu korun a vybudoval apartmánový komplex Marina Lipno, jeden z největších jachetních přístavů v celé střední Evropě. Poté se přidali další investoři a došlo k výstavbě navazující infrastruktury včetně vybudování aquaparku, významného rozvoje místního lyžařského areálu Lipno – Kramolín, snowboard parku, bobové dráhy, letního kina, golfového hřiště a dalších atraktivit.

## Obyvatelstvo

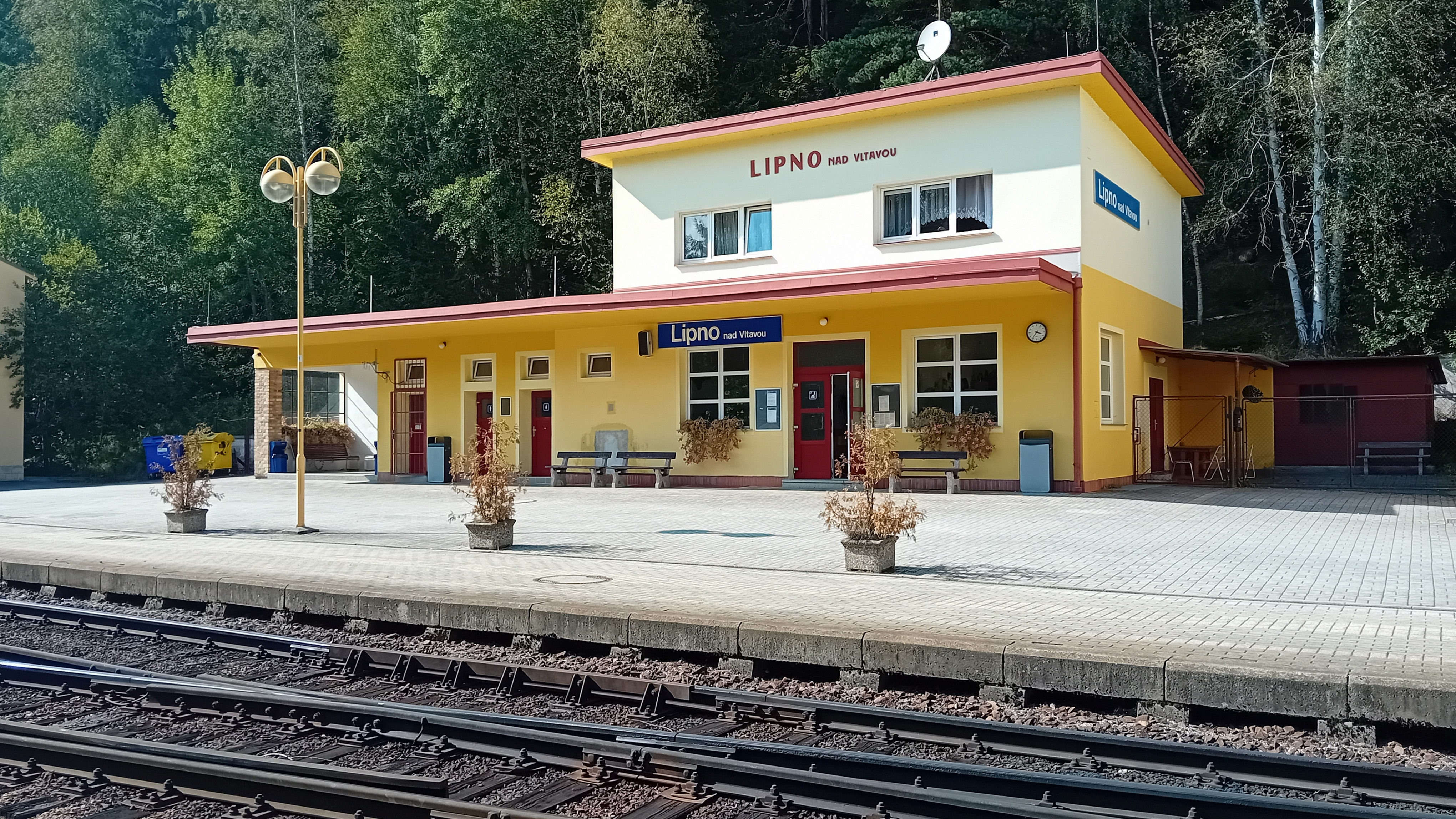
Železniční stanice

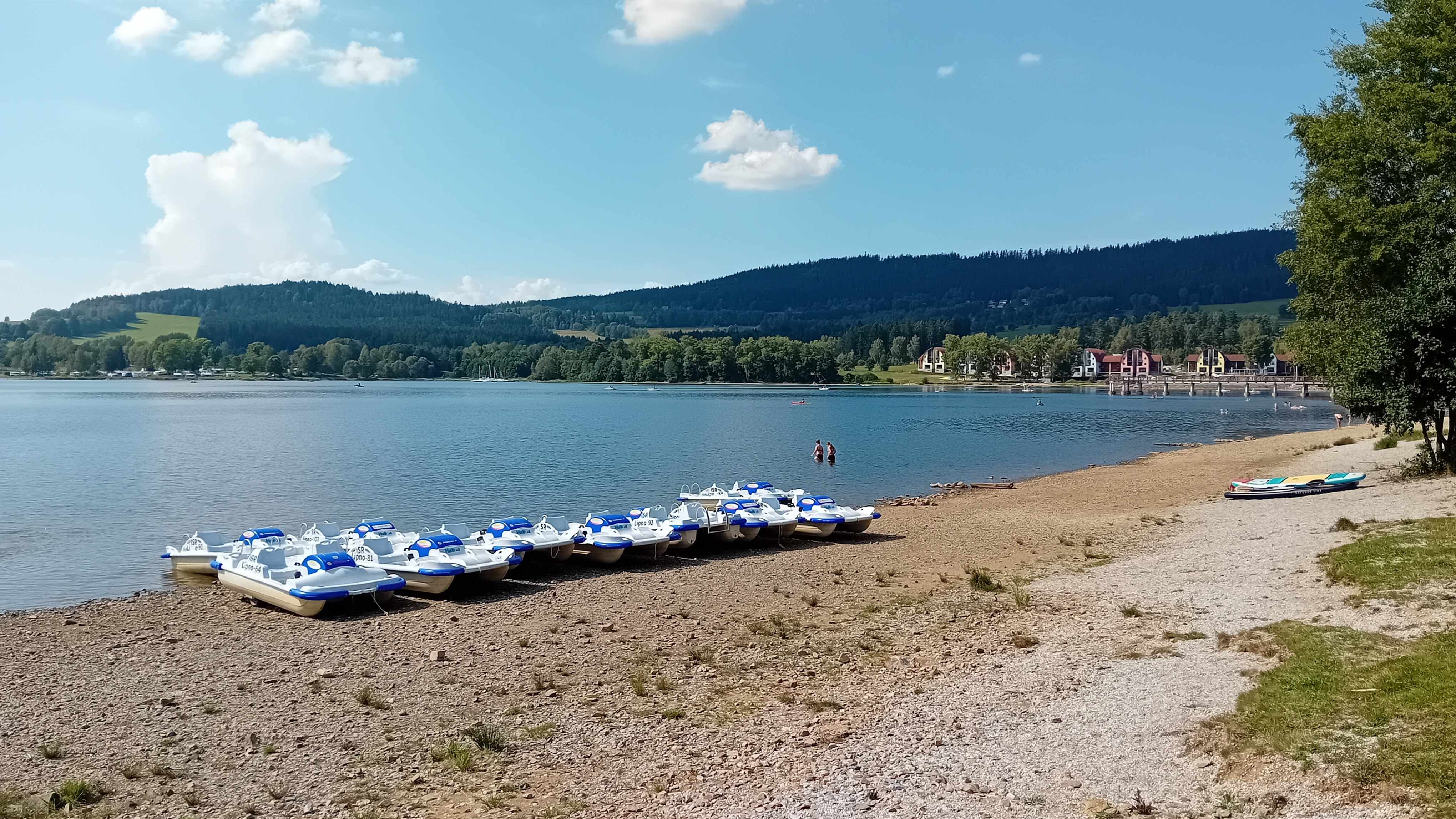
Pláž

| Rok            | 1869 | 1880 | 1890 | 1900 | 1910 | 1921 | 1930 | 1950 | 1961 | 1970 | 1980 | 1991 | 2001 | 2011 | 2021 |
| -------------- | ---- | ---- | ---- | ---- | ---- | ---- | ---- | ---- | ---- | ---- | ---- | ---- | ---- | ---- | ---- |
| Počet obyvatel | 543  | 558  | 553  | 549  | 575  | 532  | 620  | 170  | 498  | 584  | 488  | 475  | 550  | 679  | 634  |
| Počet domů     | 76   | 88   | 89   | 84   | 81   | 82   | 85   | 49   | 39   | 40   | 39   | 57   | 72   | 253  | 344  |

## Obecní správa
Roku 1954 byla celá obec Slupečná přejmenována na Lipno nad Vltavou.

### Části obce
- Lipno nad Vltavou
- Slupečná

### Obecní symboly
Znak a vlajka byly obci uděleny rozhodnutím předsedy Poslanecké sněmovny Parlamentu České republiky dne 29. května 2007.

## Doprava
Obec leží na silnici druhé třídy II/163. Je zde koncová železniční stanice elektrizované železniční trati Rybník – Lipno nad Vltavou.

## Turistika

### Zimní turistika
Na sever od obce se nachází lyžařský areál Lipno-Kramolín, kde je celkem 14 sjezdovek na severních svazích Slupečného vrchu a Kramolína. Kromě sjezdovek se zde nalézá nově vybudovaný snowpark a 35 km pravidelně upravovaných běžkařských tras.

### Letní turistika
Na západ od obce se nachází velký autokemp Modřín a také objekt tzv. Maríny, což je komplex ubytovacích zařízení postavených ve spolupráci s nizozemskými firmami. Součástí tohoto komplexu, využívaného především zahraniční klientelou, je i krytý vyhřívaný bazén.
Obcí prochází několik turistických tras:
- žlutá turistická značka: od Dvorečné (část Loučovic přes centrum obce na tzv. Alpskou vyhlídku (ta je v současnosti silně zarostlá a příliš svému účelu neslouží) a vrch Kaliště, odkud pokračuje směr Frymburk
- zelená turistická značka: podél řeky Vltavy z Loučovic na nádraží, přes centrum obce, místní část Slupečná po jižním svahu hřebene Kramolína a Kaliště směr Frymburk
- modrá turistická značka: od bývalé obce Kapličky (dnes součást obce Loučovice) na pravém břehu přehrady přes hráz a centrum obce směr Luč
- cyklostezka č. 33 procházející podobně jako zelená značka, jedná se o patrně nejfrekventovanější trasu

V obci pokračuje mohutná výstavba nových rekreačních zařízení i sezónních bytů, někdy též nazývaná lidově „Nové Lipno“ nebo „Marína II.“ Celkově je Lipno obcí s nejvyšším počtem zahraničních investic na jednoho obyvatele v jižních Čechách.
Na severozápad od obce, v blízkosti osady Slupečná, se dříve nacházelo osmnáctijamkové golfové hřiště o rozloze 72 ha. Bylo vybudováno v letech 1999 až 2002 na původně ladem ponechaných plochách.

## Kultura, sportovní akce
V obci se nachází letní kino. V létě jsou pravidelně pořádány závody ve vodním slalomu, popř. raftingu na úseku toku Vltavy pod hrází přehrady, někdy se konají v rámci těchto závodů i závody ve sjezdu, které využívají i spodnější divočejší část toku, tzv. Čertovy proudy. V roce 2003 tu proběhlo mistrovství světa v raftingu.

## Starostova kauza 2012
V červenci 2012 byl starosta obce Lipno nad Vltavou Ing. Zdeněk Zídek obviněn Policií ČR z trestných činů porušování povinnosti při správě cizího majetku a zneužívání pravomoci veřejného činitele, kterých se měl údajně dopustit v roce 2007 tím, že podepsal smlouvu na prodej pozemků jisté akciové společnosti za necelých sedm milionů korun. Zastupitelstvo obce Lipno nad Vltavou na svém zasedání 25. července 2012 toto obvinění označilo „za snahu poškodit nejen osobu starosty, ale celou obec s cílem zastavit její rozvoj, starostovi vyjádřilo jednomyslnou podporu, neboť obec z prodeje pozemků jednoznačně profitovala a v žádném případě nebyla poškozena.“ Obvinění bylo vzneseno na základě stíhání, do nějž se policie pustila kvůli anonymnímu trestnímu oznámení. Podle policie tři měsíce od uzavření kupní smlouvy na prodej 245 tisíc m² obecních pozemků došlo ke změně územního plánu a tím cena plochy reálně mnohonásobně vzrostla až na 234 milionů korun. Okresní soud v Českém Krumlově začal kauzu starosty Zdeňka Zídka projednávat 6. listopadu 2013. Obžaloba nakonec vyčíslila škodu, kterou údajně starosta uzavřením nevýhodných smluv o prodeji pozemků v katastru obce způsobil, až na 120 milionů korun. Zídek ve své obhajovací řeči zmínil, že „v roce 1993, když přebíral úřad, byl majetek obce 23 milionů korun a v roce 2012 to bylo 480 milionů, v Lipně nad Vltavou proinvestovaly firmy už tři miliardy korun a zaměstnávají v sezóně stovky lidí.“ Soudy nakonec daly starostovi a jeho argumentům, kterými se Zídek od počátku celé kauzy hájil, za pravdu a obžaloby jej v plném rozsahu zprostily. Nebylo to pro nedostatek důkazů, ale z důvodů zjevné neopodstatněnosti celého stíhání, neboť v jednání starosty nebylo možno spatřovat žádný trestný čin.[zdroj?]

## Zajímavosti
Podle obce Lipno nad Vltavou je pojmenována Lipenská ulice v Českých Budějovicích.